# Bataille de Fort Hindman
 (juillet 2025).
Guerre de Sécession
Batailles
Campagne de Vicksburg
- Grand Gulf
- Snyder's Bluff
- Port Gibson
- Raymond
- Jackson
- Champion Hill
- Big Black River Bridge
- Milliken's Bend
- Young's Point
- Lake Providence
- Richmond
- Goodrich's Landing
- Helena
- Vicksburg
- Expédition de Jackson

La bataille de Fort Hindman, aussi appelée bataille du poste Arkansas est une bataille de la guerre de Sécession qui se déroula entre le 9 et le 11 janvier 1863 lors de la campagne de Vicksburg, près de l'embouchure de la rivière Arkansas. L'armée du Mississippi (unioniste) de McClernand conquit le fort et le Poste Arkansas, qu'elle détruisit.